# Râul Dâmbovița, Râșcuța
Râul Dâmbovița este unul din cele două brațe care formează Râul Râșcuța. 

## Hărți
- Harta județului Suceava